# Sonni Nattestad
Sonni Ragnar Nattestad (Tórshavn, 5 agosto 1994) è un calciatore faroese, difensore dello 07 Vestur e della nazionale faroese.

## Carriera

### Club
Dal 2010 al 2012 ha giocato con MB Miðvágur e 07 Vestur, squadre in cui ha giocato nelle diverse serie del campionato faroese.
A gennaio 2013, Nattestad è passato ai danesi del Midtjylland. Ha esordito in Superligaen in data 3 novembre 2013, subentrando ad Erik Sviatchenko nel 3-0 inflitto all'Esbjerg. Il 18 novembre successivo ha rinnovato il contratto che lo legava al Midtjylland fino al 31 dicembre 2018.
Il 5 agosto 2014, Nattestad è stato ceduto all'Horsens con la formula del prestito. Ha esordito con questa casacca, in 1. Division, il 17 agosto: è stato schierato titolare nella vittoria per 1-0 sull'AB. Il 19 ottobre successivo ha trovato la prima rete, sempre contro l'AB, in una partita vinta col punteggio di 3-1.
Il 2 febbraio 2015 si è trasferito dal Midtjylland al Vejle, sempre in prestito. Ha giocato la prima partita il 14 marzo, sostituendo Andreas Albers nella partita vinta per 0-1 contro il Brønshøj.
Il 25 agosto 2015 ha rescisso il contratto che lo legava al Midtjylland. Libero da vincoli contrattuali, il 20 gennaio 2016 ha firmato per gli islandesi dello FH Hafnarfjörður, compagine a cui si è legato per un biennio. Ha disputato una sola partita in Úrvalsdeild con questa casacca, sostituendo Brynjar Ásgeir Guðmundsson nel successo per 2-0 sul Þróttur, in data 24 luglio.
A luglio dello stesso anno, Nattestad è passato al Fylkir con la formula del prestito. Ha esordito in squadra il 3 agosto, nel pareggio per 1-1 maturato in casa del Breiðablik.
Il 13 dicembre 2016 è stato reso noto il suo trasferimento ai norvegesi del Molde, a cui si è legato con un contratto triennale: l'accordo sarebbe stato valido a partire dal mese di gennaio, alla riapertura del calciomercato locale. Prima dell'inizio della stagione, Nattestad ha subito la rottura del tendine di Achille, infortunio che non gli ha permesso di disputare alcuna partita nel campionato 2017.
Il 1º marzo 2018 è passato all'Aalesund con la formula del prestito, valido fino al 19 luglio successivo. Il 31 agosto è tornato all'Horsens con la medesima formula.

### Nazionale
Dopo aver collezionato presenze nelle varie nazionali giovanili, ha esordito in Nazionale il 19 novembre 2013 nell'amichevole contro Malta persa 3-2, entrando ad inizio ripresa al posto di Christian Mouritsen. Il 7 ottobre 2016 ha trovato la prima rete, nel successo per 0-2 in casa della Lettonia.

## Statistiche

### Presenze e reti nei club
Statistiche aggiornate al 31 agosto 2018.
| Stagione       | Club             | Campionato     | Campionato | Campionato | Coppe nazionali | Coppe nazionali | Coppe nazionali | Coppe continentali | Coppe continentali | Coppe continentali | Supercoppe | Supercoppe | Supercoppe | Totale | Totale |
| Stagione       | Club             | Comp           | Pres       | Reti       | Comp            | Pres            | Reti            | Comp               | Pres               | Reti               | Comp       | Pres       | Reti       | Pres   | Reti   |
| -------------- | ---------------- | -------------- | ---------- | ---------- | --------------- | --------------- | --------------- | ------------------ | ------------------ | ------------------ | ---------- | ---------- | ---------- | ------ | ------ |
| 2010           | MB Miðvágur      | 2D             | 1          | 0          | CF              | ?               | ?               | -                  | -                  | -                  | -          | -          | -          | 1+     | 0+     |
| 2011           | 07 Vestur        | VD             | 7          | 0          | CF              | ?               | ?               | -                  | -                  | -                  | -          | -          | -          | 7+     | 0+     |
| 2012           | 07 Vestur        | 1D             | 15         | 4          | CF              | ?               | ?               | -                  | -                  | -                  | -          | -          | -          | 15+    | 4+     |
| 2013-2014      | Midtjylland      | SL             | 4          | 0          | CD              | 1               | 0               | -                  | -                  | -                  | -          | -          | -          | 5      | 0      |
| ago.-dic. 2014 | Horsens          | 1D             | 13         | 2          | CD              | 2+              | 0+              | -                  | -                  | -                  | -          | -          | -          | 15+    | 2+     |
| feb.-giu. 2015 | Vejle            | 1D             | 6          | 0          | CD              | -               | -               | -                  | -                  | -                  | -          | -          | -          | 6      | 0      |
| gen.-lug. 2016 | FH Hafnarfjörður | UD             | 1          | 0          | CI+CdL          | 2+1             | 0+              | UCL                | 0                  | 0                  | SI         | -          | -          | 4      | 0      |
| lug.-dic. 2016 | Fylkir           | UD             | 8          | 0          | CI+CdL          | -               | -               | -                  | -                  | -                  | -          | -          | -          | 8      | 0      |
| 2017           | Molde            | ES             | 0          | 0          | CN              | 0               | 0               | -                  | -                  | -                  | -          | -          | -          | 0      | 0      |
| mar.-lug. 2018 | Aalesund         | 1D             | 14         | 1          | CN              | 1               | 0               | -                  | -                  | -                  | -          | -          | -          | 15     | 1      |
| ago. 2018-2019 | Horsens          | SL             | 0          | 0          | CD              | 0               | 0               | -                  | -                  | -                  | -          | -          | -          | 0      | 0      |
| Totale Horsens | Totale Horsens   | Totale Horsens | 13         | 2          |                 | 2+              | 0+              |                    | -                  | -                  |            | -          | -          | 15+    | 2+     |
| Totale         | Totale           | Totale         | 69         | 6          |                 | 7+              | 0+              |                    | 0                  | 0                  |            | -          | -          | 76+    | 6+     |

### Cronologia presenze e reti in nazionale
| Cronologia completa delle presenze e delle reti in nazionale ― Fær Øer | Cronologia completa delle presenze e delle reti in nazionale ― Fær Øer | Cronologia completa delle presenze e delle reti in nazionale ― Fær Øer | Cronologia completa delle presenze e delle reti in nazionale ― Fær Øer | Cronologia completa delle presenze e delle reti in nazionale ― Fær Øer | Cronologia completa delle presenze e delle reti in nazionale ― Fær Øer | Cronologia completa delle presenze e delle reti in nazionale ― Fær Øer | Cronologia completa delle presenze e delle reti in nazionale ― Fær Øer |
| Data                                                                   | Città                                                                  | In casa                                                                | Risultato                                                              | Ospiti                                                                 | Competizione                                                           | Reti                                                                   | Note                                                                   |
| ---------------------------------------------------------------------- | ---------------------------------------------------------------------- | ---------------------------------------------------------------------- | ---------------------------------------------------------------------- | ---------------------------------------------------------------------- | ---------------------------------------------------------------------- | ---------------------------------------------------------------------- | ---------------------------------------------------------------------- |
| 19-11-2013                                                             | Ta' Qali                                                               | Malta                                                                  | 0 – 2                                                                  | Fær Øer                                                                | Amichevole                                                             | -                                                                      | 46’                                                                    |
| 1-3-2014                                                               | Gibilterra                                                             | Gibilterra                                                             | 1 – 4                                                                  | Fær Øer                                                                | Amichevole                                                             | -                                                                      |                                                                        |
| 7-9-2014                                                               | Tórshavn                                                               | Fær Øer                                                                | 1 – 3                                                                  | Finlandia                                                              | Qual. Euro 2016                                                        | -                                                                      | 80’                                                                    |
| 11-10-2014                                                             | Belfast                                                                | Irlanda del Nord                                                       | 2 – 0                                                                  | Fær Øer                                                                | Qual. Euro 2016                                                        | -                                                                      |                                                                        |
| 14-10-2014                                                             | Tórshavn                                                               | Fær Øer                                                                | 0 – 1                                                                  | Ungheria                                                               | Qual. Euro 2016                                                        | -                                                                      |                                                                        |
| 14-11-2014                                                             | Atene                                                                  | Grecia                                                                 | 0 – 1                                                                  | Fær Øer                                                                | Qual. Euro 2016                                                        | -                                                                      |                                                                        |
| 29-3-2015                                                              | Ploiești                                                               | Romania                                                                | 1 – 0                                                                  | Fær Øer                                                                | Qual. Euro 2016                                                        | -                                                                      |                                                                        |
| 13-6-2015                                                              | Tórshavn                                                               | Fær Øer                                                                | 2 – 1                                                                  | Grecia                                                                 | Qual. Euro 2016                                                        | -                                                                      |                                                                        |
| 4-9-2015                                                               | Tórshavn                                                               | Fær Øer                                                                | 1 – 3                                                                  | Irlanda del Nord                                                       | Qual. Euro 2016                                                        | -                                                                      |                                                                        |
| 7-9-2015                                                               | Helsinki                                                               | Finlandia                                                              | 1 – 0                                                                  | Fær Øer                                                                | Qual. Euro 2016                                                        | -                                                                      |                                                                        |
| 8-10-2015                                                              | Budapest                                                               | Ungheria                                                               | 2 – 1                                                                  | Fær Øer                                                                | Qual. Euro 2016                                                        | -                                                                      | 84’                                                                    |
| 11-10-2015                                                             | Tórshavn                                                               | Fær Øer                                                                | 1 – 0                                                                  | Romania                                                                | Qual. Euro 2016                                                        | -                                                                      | 7’ 84’                                                                 |
| 28-3-2016                                                              | Marbella                                                               | Liechtenstein                                                          | 2 – 3                                                                  | Fær Øer                                                                | Amichevole                                                             | -                                                                      |                                                                        |
| 6-9-2016                                                               | Tórshavn                                                               | Fær Øer                                                                | 0 – 0                                                                  | Ungheria                                                               | Qual. Mondiali 2018                                                    | -                                                                      |                                                                        |
| 7-10-2016                                                              | Riga                                                                   | Lettonia                                                               | 0 – 2                                                                  | Fær Øer                                                                | Qual. Mondiali 2018                                                    | 1                                                                      |                                                                        |
| 10-10-2016                                                             | Tórshavn                                                               | Fær Øer                                                                | 0 – 6                                                                  | Portogallo                                                             | Qual. Mondiali 2018                                                    | -                                                                      |                                                                        |
| 13-11-2016                                                             | Lucerna                                                                | Svizzera                                                               | 2 – 0                                                                  | Fær Øer                                                                | Qual. Mondiali 2018                                                    | -                                                                      |                                                                        |
| 7-10-2017                                                              | Tórshavn                                                               | Fær Øer                                                                | 0 – 0                                                                  | Lettonia                                                               | Qual. Mondiali 2018                                                    | -                                                                      |                                                                        |
| 22-3-2018                                                              | San Pedro de Alcántara                                                 | Fær Øer                                                                | 1 – 1                                                                  | Lettonia                                                               | Amichevole                                                             | -                                                                      | 90+1’                                                                  |
| 25-3-2018                                                              | San Pedro de Alcántara                                                 | Fær Øer                                                                | 3 – 3                                                                  | Liechtenstein                                                          | Amichevole                                                             | 1                                                                      | 46’                                                                    |
| 7-9-2018                                                               | Tórshavn                                                               | Fær Øer                                                                | 3 – 1                                                                  | Malta                                                                  | UEFA Nations League 2018-2019 - 1º turno                               | -                                                                      | 89’                                                                    |
| 10-9-2018                                                              | Pristina                                                               | Kosovo                                                                 | 2 – 0                                                                  | Fær Øer                                                                | UEFA Nations League 2018-2019 - 1º turno                               | -                                                                      | 54’                                                                    |
| 14-10-2018                                                             | Tórshavn                                                               | Fær Øer                                                                | 1 – 1                                                                  | Kosovo                                                                 | UEFA Nations League 2018-2019 - 1º turno                               | -                                                                      |                                                                        |
| 17-11-2018                                                             | Baku                                                                   | Azerbaigian                                                            | 2 – 0                                                                  | Kosovo                                                                 | UEFA Nations League 2018-2019 - 1º turno                               | -                                                                      | 84’                                                                    |
| 20-11-2018                                                             | Ta' Qali                                                               | Malta                                                                  | 1 – 1                                                                  | Fær Øer                                                                | UEFA Nations League 2018-2019 - 1º turno                               | -                                                                      | 83’                                                                    |
| 3-9-2020                                                               | Tórshavn                                                               | Fær Øer                                                                | 3 – 2                                                                  | Malta                                                                  | UEFA Nations League 2020-2021 - 1º turno                               | -                                                                      |                                                                        |
| 6-9-2020                                                               | Andorra La Vella                                                       | Andorra                                                                | 0 – 1                                                                  | Fær Øer                                                                | UEFA Nations League 2020-2021 - 1º turno                               | -                                                                      |                                                                        |
| 7-10-2020                                                              | Herning                                                                | Danimarca                                                              | 4 – 0                                                                  | Fær Øer                                                                | Amichevole                                                             | -                                                                      | 72’                                                                    |
| 10-10-2020                                                             | Tórshavn                                                               | Fær Øer                                                                | 1 – 1                                                                  | Lettonia                                                               | UEFA Nations League 2020-2021 - 1º turno                               | -                                                                      | 58’                                                                    |
| 13-10-2020                                                             | Tórshavn                                                               | Fær Øer                                                                | 2 – 0                                                                  | Andorra                                                                | UEFA Nations League 2020-2021 - 1º turno                               | -                                                                      | 90+2’                                                                  |
| 14-11-2020                                                             | Riga                                                                   | Lettonia                                                               | 1 – 1                                                                  | Fær Øer                                                                | UEFA Nations League 2020-2021 - 1º turno                               | -                                                                      |                                                                        |
| 25-3-2021                                                              | Chișinău                                                               | Moldavia                                                               | 1 – 1                                                                  | Fær Øer                                                                | Qual. Mondiali 2022                                                    | -                                                                      |                                                                        |
| 28-3-2021                                                              | Vienna                                                                 | Austria                                                                | 3 – 1                                                                  | Fær Øer                                                                | Qual. Mondiali 2022                                                    | 1                                                                      |                                                                        |
| 31-3-2021                                                              | Glasgow                                                                | Scozia                                                                 | 4 – 0                                                                  | Fær Øer                                                                | Qual. Mondiali 2022                                                    | -                                                                      |                                                                        |
| 1-9-2021                                                               | Tórshavn                                                               | Fær Øer                                                                | 0 – 4                                                                  | Israele                                                                | Qual. Mondiali 2022                                                    | -                                                                      |                                                                        |
| 4-9-2021                                                               | Tórshavn                                                               | Fær Øer                                                                | 0 – 1                                                                  | Danimarca                                                              | Qual. Mondiali 2022                                                    | -                                                                      | 73’                                                                    |
| 9-10-2021                                                              | Tórshavn                                                               | Fær Øer                                                                | 0 – 2                                                                  | Austria                                                                | Qual. Mondiali 2022                                                    | -                                                                      |                                                                        |
| 12-10-2021                                                             | Tórshavn                                                               | Fær Øer                                                                | 0 – 1                                                                  | Scozia                                                                 | Qual. Mondiali 2022                                                    | -                                                                      |                                                                        |
| 12-11-2021                                                             | Copenaghen                                                             | Danimarca                                                              | 3 – 1                                                                  | Fær Øer                                                                | Qual. Mondiali 2022                                                    | -                                                                      |                                                                        |
| 15-11-2021                                                             | Netanya                                                                | Israele                                                                | 3 – 2                                                                  | Fær Øer                                                                | Qual. Mondiali 2022                                                    | -                                                                      | 71’                                                                    |
| 26-3-2022                                                              | Gibilterra                                                             | Gibilterra                                                             | 0 – 0                                                                  | Fær Øer                                                                | Amichevole                                                             | -                                                                      | 62’                                                                    |
| 7-6-2022                                                               | Tórshavn                                                               | Fær Øer                                                                | 0 – 1                                                                  | Lussemburgo                                                            | UEFA Nations League 2022-2023 - 1º turno                               | -                                                                      | 60’                                                                    |
| 11-6-2022                                                              | Tórshavn                                                               | Fær Øer                                                                | 2 – 1                                                                  | Lituania                                                               | UEFA Nations League 2022-2023 - 1º turno                               | -                                                                      | 66’                                                                    |
| 14-6-2022                                                              | Lussemburgo                                                            | Lussemburgo                                                            | 2 – 2                                                                  | Fær Øer                                                                | UEFA Nations League 2022-2023 - 1º turno                               | -                                                                      |                                                                        |
| 22-9-2022                                                              | Vilnius                                                                | Lituania                                                               | 1 – 1                                                                  | Fær Øer                                                                | UEFA Nations League 2022-2023 - 1º turno                               | -                                                                      | 90+1’                                                                  |
| 16-11-2022                                                             | Olomouc                                                                | Rep. Ceca                                                              | 5 – 0                                                                  | Fær Øer                                                                | Amichevole                                                             | -                                                                      |                                                                        |
| 7-9-2023                                                               | Varsavia                                                               | Polonia                                                                | 2 – 0                                                                  | Fær Øer                                                                | Qual. Euro 2024                                                        | -                                                                      | 58’                                                                    |
| 15-10-2023                                                             | Plzeň                                                                  | Rep. Ceca                                                              | 1 – 0                                                                  | Fær Øer                                                                | Qual. Euro 2024                                                        | -                                                                      | 76’                                                                    |
| 13-10-2024                                                             | Tórshavn                                                               | Fær Øer                                                                | 1 – 1                                                                  | Lettonia                                                               | UEFA Nations League 2024-2025 - 1º turno                               | -                                                                      | 77’                                                                    |
| Totale                                                                 |                                                                        | Presenze                                                               | 49                                                                     |                                                                        | Reti                                                                   | 3                                                                      |                                                                        |

## Palmarès

### Club

#### Competizioni nazionali
- Supercoppa d'Irlanda: 1

Dundalk: 2021